# Johann Andreas Wagner
Johann Andreas Wagner (Norimberga, 21 marzo 1797 – Monaco di Baviera, 17 dicembre 1861) è stato un paleontologo, zoologo e archeologo tedesco.
Wagner fu un professore all'università di Monaco e curatore dello Zoologische Staatssammlung (Collezione Zoologica di Stato). Fu l'autore di Die Geographische Verbreitung der Säugethiere Dargestellt (1844-46).